# العلاقات الإسبانية السورية
العلاقات الإسبانية السورية هي العلاقات الثنائية التي تجمع بين إسبانيا وسوريا.

## مقارنة بين البلدين
هذه مقارنة عامة ومرجعية للدولتين:
| وجه المقارنة                                              | إسبانيا                                                                             | سوريا                    |
| --------------------------------------------------------- | ----------------------------------------------------------------------------------- | ------------------------ |
| المساحة (كم2)                                             | 505.99 ألف                                                                          | 185.18 ألف               |
| عدد السكان (نسمة)                                         | 46.73 مليون                                                                         | 18.27 مليون              |
| الكثافة السكانية (ن./كم²)                                 | 92.35                                                                               | 98.66                    |
| العاصمة                                                   | مدريد                                                                               | دمشق                     |
| اللغة الرسمية                                             | اللغة الإسبانية، اللغة الغاليسية، لغة بشكنشية، اللغة الكتالونية، اللغة الأوكسيتانية | اللغة العربية            |
| العملة                                                    | يورو، بيزيتا إسبانية                                                                | ليرة سورية               |
| الناتج المحلي الإجمالي (بليون دولار)                      | 1.31 تريليون                                                                        | 60.20 مليار              |
| الناتج المحلي الإجمالي (تعادل القوة الشرائية) بليون دولار | 1.77 تريليون                                                                        |                          |
| الناتج المحلي الإجمالي الاسمي للفرد دولار أمريكي          | 28.16 ألف                                                                           |                          |
| الناتج المحلي الإجمالي للفرد دولار أمريكي                 | 38.00 ألف                                                                           |                          |
| مؤشر التنمية البشرية                                      | 0.876                                                                               | 0.594                    |
| رمز المكالمات الدولي                                      | +34                                                                                 | +963                     |
| رمز الإنترنت                                              | .es                                                                                 | .sy                      |
| المنطقة الزمنية                                           | ت ع م+01:00، ت ع م+02:00                                                            | ت ع م+02:00، ت ع م+03:00 |

## مدن متوأمة
في ما يلي قائمة باتفاقيات التوأمة بين مدن إسبانية وسورية:
- ترتبط طرطوشة مع طرطوس باتفاقية توأمة منذ 4 سبتمبر 1967.
- ترتبط قرطبة مع دمشق باتفاقية توأمة منذ 1989.
- ترتبط مدريد مع دمشق باتفاقية توأمة منذ 19 يناير 1982.[15][15][16][16]
- ترتبط مالقة مع دمشق باتفاقية توأمة.
- ترتبط طليطلة مع دمشق باتفاقية توأمة منذ 1978.

## منظمات دولية مشتركة
يشترك البلدان في عضوية مجموعة من المنظمات الدولية، منها:
| علم المنظمة | اسم المنظمة                               | تاريخ انضمام إسبانيا | تاريخ انضمام سوريا |
| ----------- | ----------------------------------------- | -------------------- | ------------------ |
|             | مؤسسة التنمية الدولية                     | 18 أكتوبر 1960       | 28 يونيو 1962      |
|             | يونسكو                                    | 30 يناير 1953        | 16 نوفمبر 1946     |
|             | وكالة ضمان الاستثمار متعدد الأطراف        | 29 أبريل 1988        | 14 مايو 2002       |
|             | الأمم المتحدة                             | 14 ديسمبر 1955       | 24 أكتوبر 1945     |
|             | الاتحاد البريدي العالمي                   | ?                    | ?                  |
|             | البنك الدولي للإنشاء والتعمير             | 15 سبتمبر 1958       | 10 أبريل 1947      |
|             | المنظمة الهيدروغرافية الدولية             | ?                    | ?                  |
|             | الاتحاد الدولي للاتصالات                  | 1866                 | 12 يناير 1924      |
|             | منظمة حظر الأسلحة الكيميائية              | ?                    | ?                  |
|             | مؤسسة التمويل الدولية                     | 24 مارس 1960         | 28 يونيو 1962      |
|             | المركز الدولي لتسوية المنازعات الاستشارية | 17 سبتمبر 1994       | 24 فبراير 2006     |
|             | منظمة الشرطة الجنائية الدولية             | ?                    | ?                  |

## وصلات خارجية
- موقع وزارة الخارجية الإسبانية